# Манарага
«Манарага» — одинадцятий роман Володимира Сорокіна. Вийшов 13 березня 2017 року у видавництві «Corpus».Став переможцем російської літературної премії «НОС».
Роман написаний у формі футуристичного щоденника. Дія відбувається в середині XXI століття. Окремі географічні та постісторичні реалії «Манараги» співзвучні світу у якому розгортається дія попереднього роману автора «Телурія». Щоденник веде шеф-кухар, що готує страви на вогнищі з книг.
Після Нового Середньовіччя і Другої мусульманської революції книги перестали друкувати. Вони стали раритетами й  їх почали використовувати для незвичайного бізнесу - book´n´grill.  Спеціально навчені кухарі навчилися готувати страви на вогні від збереглися в музеях примірників таким чином, щоб атмосфера та зміст відповідного тексту переходили до споживача в сублімованому, тваринному вигляді:
|  | Велика й ортодоксальна єврейська сім´я на океанському катамарані, яка замовила фаршировану курячу шийку на Бабелі, розмовлятиме і поводитиме себе по-бабелівськи. Знімальна група, яка закінчила роботу над фільмом за "Майстром і Маргаритою" і відзначає цю подію судачками а-ля натюрель на першому виданні булгаковського роману, влаштує Гізі веселу бійку з чортівнею і мордобоєм у стилі Коров´єва і Бегемота. . |

Чим рідкісніше і цінніше екземпляр, тим смачніше. Цей бізнес, що називається book'n'grill, почався зі спалення першого видання «Поминки за Фіннеганом», викраденого з Британського музею. Однак бізнес опиняється під загрозою, коли з'ясовується, що якийсь копіювальний апарат тисячами виробляє копії рідкісних книг. Головний герой,  який спеціалізується на спаленні російської класики, отримує завдання знешкодити інфернальну машину, розташовану під уральської горою Манарага ... 
З відгуку Євгена Стасіневича: «Книжку можна легко рекомендувати неофітам, це такий Сорокін-soft – пізнаваний, але дуже «розбавлений»: майже немає сексу, мало наркотиків, обмаль мовних експериментів. <…> Перед нами – символічна автобіографія, .... Але ж хто такий сам Володимир Сорокін, як не кухар, який протягом десятиліть готував нам то на виробничому романі («Норма»), то на дисидентській прозі («Тридцяте кохання Марини»), а то й взагалі на всьому корпусі російської класики («Роман»)? Розбирав храми на колоди – і палив багаття для дивовижних літературних трапез. Інше питання, що смаки людей різні, й багато хто потерпає від стійкої печії від Сорокіна. Геза, талановитий і принциповий – майже автопортрет автора».